# Centrum Medyczne Tel Awiw
Centrum Medyczne Tel Awiw (hebr. המרכז הרפואי ת"א ע"ש סוראסקי; ang. The Tel Aviv Sourasky Medical Center) czasami nazywany jako Szpital Ichilow – największy szpital w mieście Tel Awiw, w Izraelu. Jest to Szpital Miejski Tel Awiwu, i jeden z trzech najważniejszych szpitali w Izraelu.

## Nazwa
Szpital jest nazywany dwoma nazwami: Centrum Medyczne Sourasky i Szpital Ichilow.
Pierwsza nazwa jest związana z osobą żydowskiego filantropa z Meksyku, Eliasa Sourasky, który w 1973 udzielił wsparcia finansowego szpitalowi. W tej sprawie podpisano specjalną umowę pomiędzy Stowarzyszeniem Przyjaciół Centrum Medycznego Sourasky, rządem Izraela i władzami miejskimi Tel Awiwu. Natomiast druga nazwa szpitala jest związana z osobą Mosze Ichilowa, zastępcy burmistrza miasta i przewodniczącego zarządu Szpitala Miejskiego. Zmarł on w 1957.

## Położenie
Centrum medyczne zajmuje powierzchnię 15 tys. m² w obrębie ulic Weizmana, Dafna, Henrietty Szold i Be’eri, w osiedlu Ha-Cafon ha-Chadasz we wschodniej części Tel Awiwu. Na północ od szpitala znajduje się pełniące różnorodne funkcje Centrum Weizmana.

## Historia
Potrzebę budowy nowoczesnego szpitala miejskiego, który mógłby zastąpić Szpital Hadassah (pełnił funkcję Szpitala Miejskiego), zgłoszono już w 1934. Władze miejskie dostrzegając ważność problemu, zleciły architektom i głównemu inżynierowi miasta opracowanie odpowiednich planów zagospodarowania przestrzennego miasta, które uwzględniłyby miejsce na duży kompleks szpitalny.
Realizację tych planów opóźnił wybuch II wojny światowej, a następnie wojny domowej w Mandacie Palestyny i wojny o niepodległość. Po zakończeniu tej ostatniej wojny, miasto zyskało nowe tereny do rozwoju przestrzennego. Opracowaniem planów budowy nowego szpitala zajął się architekt Arje Szaron. Całość projektu konsultował on z dyrektorem Szpitala Hadassah Dr Abramowicz i dyrektorem Szpitala Beilinson (w Petach Tikwie) Dr Heller'em. W 1951 położono kamień węgielny, jednak budowa przeciągała się przez 10 lat z powodu trudności finansowych. Uroczystość otwarcia szpitala odbyła się 1 lutego 1961.
W 1967 na terenie kompleksu szpitalnego otworzono Szkołę Pielęgniarstwa Sheinborn. W 1980 otworzono Centrum Rehabilitacji Idy Sourasky. W 1986 rozpoczęto budowę Szpitala Dziecięcego Dana, który został otwarty w 1991. W grudniu 1994 w szpitalu przeprowadzono pierwszy przeszczep nerki w Izraelu. W lipcu 1997 otworzono Szpital Położniczy Lies.
W 2001 wybudowano wieżowiec Arison Medical Tower (wysokość 60 metrów), na którego dachu znajduje się lądowisko dla helikopterów. Umożliwiło to szybki transport chorych oraz szybsze udzielenie mu pomocy medycznej. W sierpniu 2008 rozpoczęto budowę Centrum Kardiologicznego Sammy Ofer. Istnieją dalsze plany rozbudowy centrum.
Gdy 4 listopada 1995 doszło do zamachu na premiera Icchaka Rabina, został on przewieziony do tego szpitala. Po jego śmierci, izbę przyjęć nazwano imieniem Icchaka Rabina.

## Oddziały szpitalne

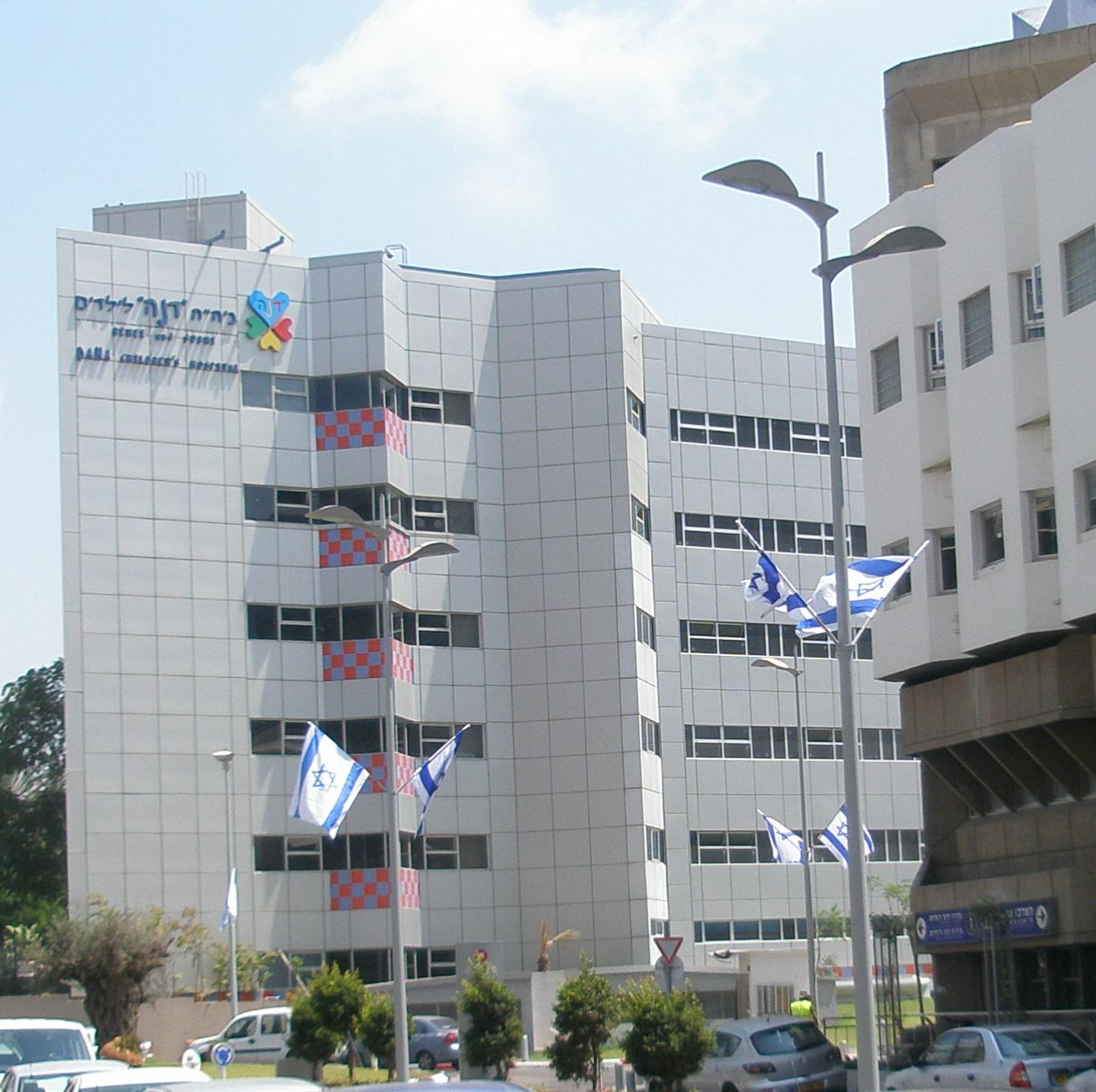
Szpital Dziecięcy Dana

Kompleks szpitalny składa się z trzech szpitali:
- Główny Szpital Ichilow (hebr. בית החולים הכללי איכילוב) posiada około 60 oddziałów szpitalnych i 150 poradni klinicznych. Poza normalną działalnością medyczną, szpital przyjmuje ofiary zamachów terrorystycznych oraz rannych żołnierzy[3].
- Szpital Dziecięcy Dana (hebr. בית החולים דנה לילדים) został otworzony w 1991. Posiada oddziały dziecięcej urologii, ortopedii, alergii, endokrynologii, cukrzycy, laryngologii, onkologii, intensywnej terapii, chirurgii, kardiologii i innych. Szpital przyjmuje dzieci do 18. roku życia. Każdego roku przyjmowanych jest w nim 7,2 tys. dzieci i przeprowadza się około 1200 operacji[6].
- Szpital Położniczy Lies (hebr. בית החולים ליס לנשים וליולדות) został otworzony w 1997. Posiada dwa oddziały szpitalne położnictwa, sale porodowe, oddział noworodków i laboratoria analiz medycznych. W szpitalu przyjmuje się 10 tys. urodzeń każdego roku. Osobnym działem są oddziały ginekologiczne, które specjalizują się między innymi w zabiegach zapłodnienia in-vitro i badaniami nad płodnością. Znajduje się tutaj bank spermy[7].
- Centrum Rehabilitacji Idy Sourasky (hebr. מרכז השיקום ע”ש אידה סוראסקי)

## Edukacja
Centrum Medyczne służy jako ośrodek nauczania medycznego oraz centrum badań naukowych. Jest utrzymywana stała współpraca z Uniwersytetem Telawiwskim, na którym znajdują się:
- Wydział Medycyny Sackler – jest największą uczelnią medyczną w Izraelu. W jej skład wchodzą między innymi: Akademia Medyczna Sackler, Szkoła Medycyny Stomatologicznej Goldschlegera oraz Szkoła Zawodów Medycznych. Dodatkowo nauka jest prowadzona w licznych instytutach medycznych, 7 szpitalach klinicznych, 6 szpitalach psychiatrycznych i centrum rehabilitacji[8].
- Szkoła Pielęgniarstwa Sheinborn[3].

## Transport
W bezpośrednim sąsiedztwie szpitala przebiega droga ekspresowa nr 2  (Tel Awiw-Natanja-Hajfa) i autostrada nr 20  (Ayalon Highway), która rozpoczyna się w Riszon Le-Cijon na południu i kończy w Riszpon na północy.